# Nesochrysa grandidieri
Nesochrysa grandidieri är en insektsart som beskrevs av Navás 1910. Nesochrysa grandidieri ingår i släktet Nesochrysa och familjen guldögonsländor. Inga underarter finns listade i Catalogue of Life.